# The Reef
The Reef (en España: El arrecife) es una película de terror psicológico australiana de 2010. La película fue escrita y dirigida por Andrew Traucki, siendo esta su segunda película. 

## Sinopsis
La historia está inspirada en eventos reales y sigue a un grupo de amigos que se encuentran en una situación desesperada después de que su embarcación se hunde en aguas infestadas de tiburones en la Gran Barrera de Coral en Australia.
El grupo, compuesto por Luke (Damian Walshe-Howling), Kate (Zoe Naylor), Matt (Gyton Grantley) y Suzie (Adrienne Pickering), decide navegar hacia la costa australiana en un velero. Durante el viaje, su embarcación se daña y comienza a hundirse. A medida que el barco se sumerge, los cuatro amigos se enfrentan a una difícil decisión: quedarse en el barco o intentar nadar hacia una isla cercana.
Finalmente, deciden abandonar el barco y nadar hacia la isla, guiados por Luke, quien tiene experiencia en navegación. Sin embargo, pronto se dan cuenta de que están siendo seguidos por un gran tiburón blanco, convirtiéndose así en presas potenciales en el vasto océano.

## Elenco
- Adrienne Pickering como Suzie.
- Zoe Naylor como Kate.
- Damian Walshe-Howling como Luke.
- Gyton Grantley como Matt.
- Kieran Darcy-Smith como Warren.[2]

## Lanzamiento
Tuvo su estreno mundial en el Festival de Cine de Cannes en mayo de 2010. Luego, fue mostrada en el Festival de Cine de Corea del Sur y en el Festival de Cine de Sitges (España) el 10 de octubre de 2010. El estreno australiano fue a finales de 2010. 
La película fue lanzada directamente en vídeo en Reino Unido en enero de 2011. La película ha recibido críticas mixtas, y tiene un 77% en Rotten Tomatoes, basado en 13 comentarios.